# Adiantum deltoideum
Adiantum deltoideum är en kantbräkenväxtart som beskrevs av Olof Peter Swartz. Adiantum deltoideum ingår i släktet Adiantum och familjen Pteridaceae. Inga underarter finns listade.